# Весели крачета
„Весели крачета“ (на английски: Happy Feet) е американско-австралийска компютърна анимация от 2006 година, режисирана, продуцирана и написана от Джордж Милър. Озвучаващият състав се състои от Илайджа Ууд, Робин Уилямс, Британи Мърфи, Хю Джакман, Никол Кидман, Хюго Уивинг и Елизабет Дейли. Като международна съвместна продукция между САЩ и Австралия филмът е продуциран от базираното от Сидни студио за визуални ефекти и анимационно студио „Анимал Лоджик“ за „Уорнър Брос Пикчърс“, „Вилидж Роудшоу Пикчърс“ и „Кингдъм Фийчър Продъкшънс“ и е пуснат в северноамериканските кина от 17 ноември 2006 г. и австралийските кина на 26 декември 2006 г. Това е първият анимационен филм на „Кенеди Милър“ и „Анимал Лоджик“.
Филмът получава генерално позитивни отзиви от критиката с похвала за визуалните ефекти, сюжета и песните и печели 384 млн. щатски долара срещу производствения бюджет от 100 млн. щатски долара. Филмът печели две награди – БАФТА и „Оскар“ за най-добър анимационен филм, а също така е номиниран за „Ани“ и „Сатурн“, който губи от „Колите“.
Продължението – „Весели крачета 2“, излиза на 18 ноември 2011 г.

## Сюжет
В Далечна Антарктида императорските пингвини могат само да пеят чудесно. Мамбъл обаче е единственият пингвин, който не може да пее, но може добре да танцува. Заради това той бива прогонен от земите си, но така успява да открие причината за проблема на пингвините.

## Актьорски състав
- Илайджа Ууд – Мамбъл
  - Елизабет Дейли – Мамбъл като бебе
- Робин Уилямс – Рамон, Клетъс, Лавлейс и разказвачът
- Британи Мърфи – Глория
  - Алиса Шафър – Глория като бебе
- Хю Джакман – Мемфис
- Никол Кидман – Норма Джийн
- Хюго Уивинг – Ноа
- Фат Джо – Сиймор
  - Цезар Флорес – Сиймор като бебе
- Антъни Лапаля – Скуа
- Магда Шубански – Мис Вайола
- Мириам Марголис – Госпожа Астракхан
- Стив Ъруин – Трев
- Карлос Алазраки – Нестор
- Ломбардо Бойар – Раул
- Джефри Гарсия – Риналдо
- Джони Санчез – Ломбардо
- Роджър Роуз – Леопардов морж

## Награди и номинации
| Награда                                 | Категория                                              | Номиниран(и)                                           | Резултат  |
| --------------------------------------- | ------------------------------------------------------ | ------------------------------------------------------ | --------- |
| Награди на филмовата академия на САЩ    | Най-добър пълнометражен анимационен филм               | Най-добър пълнометражен анимационен филм               | награда   |
| Награди на Американския филмов институт | Считан като един от топ 10 най-добри филми на годината | Считан като един от топ 10 най-добри филми на годината | награда   |
| Награди „Ани“                           | Най-добър пълнометражен анимационен филм               | Джордж Милър                                           | номинация |
| Награди „Ани“                           | Най-добър сценарий в пълнометражна анимация            | Джордж Милър, Джон Коли, Джуди Морис и Уорън Колман    | номинация |
| British Academy Children's Awards       | Най-добър пълнометражен филм                           | Най-добър пълнометражен филм                           | награда   |
| Награда на БАФТА                        | Най-добър анимационен филм                             | Най-добър анимационен филм                             | награда   |
| Златен глобус                           | Най-добър пълнометражен анимационен филм               | Най-добър пълнометражен анимационен филм               | номинация |
| Златен глобус                           | Най-добра оригинална песен                             | „Song of the Heart“ на Принц                           | награда   |
| Награда „Изборът на децата“             | Любим анимационен филм                                 | Любим анимационен филм                                 | награда   |
| Сатурн                                  | Най-добър анимационен филм                             | Най-добър анимационен филм                             | номинация |

## Продължение
„Весели крачета 2“ е продуциран от Dr. D Studios и е пуснат на 18 ноември 2011 г. Ууд и Уилямс повтарят ролите си в продължението. Мърфи е планирана да повтори ролята си и започна да записва по всяко време през 2010 г., но е заместена от Пинк, след като Мърфи умира от пневмония на 20 декември 2009 г. Мат Деймън и Брад Пит озвучават съответните герои Уил и Крил.

## В България
В България филмът е пуснат по кината на 22 декември 2006 г. от „Александра Филмс“.
На 24 април 2007 г. е издаден на DVD от „Съни Филмс“.
На 30 август 2008 г. е излъчен за първи път по HBO с български дублаж, записан в студио Доли. Екипът се състои от:
| Преводач            | Лидия Пълова                                                        |
| Озвучаващи артисти  | Ива Апостолова Мина Костова Илия Иванов Живко Джуранов Христо Бонин |
| Тонрежисьор         | Андрей Великов                                                      |
| Режисьор на дублажа | Даниела Горанова                                                    |

На 6 октомври 2022 г. се излъчва и по bTV Comedy с втори войсоувър дублаж, записан в студио „Ви Ем Ес“. Екипът се състои от:
| Озвучаващи артисти  | Гергана Стоянова Яна Огнянова Емил Емилов Станислав Димитров Момчил Степанов |
| Преводач            | Силвия Вълкова                                                               |
| Тонрежисьор         | Георги Калудов                                                               |
| Режисьор на дублажа | Веселина Стоилова                                                            |